# Crkva Gospe Delmunta u Trogiru
Crkva Gospe Delmunta, crkva uz sjevernu granicu trogirskog Malog polja, zaštićeno kulturno dobro

## Opis dobra
Crkva Gospe Delmunta smještena je uz sjevernu granicu trogirskog Malog polja. Crkva je jednobrodna građevina pravokutnog tlocrta s pravokutnom apsidom, a orijentirana je u smjeru istok-zapad. Zapadno pročelje markiraju vrata s jednostavno izvedenim kamenim pragovima. Pod prozorima s obje strane vrata su postavljene klesane kamene klupe poduprte trbušastim konzolama. Nad ulaznim vratima u osi pročelja postavljena je rozeta te zvonik na preslicu. Crkva je posvećena Gospinu Uznesenju, a u izvorima se spominje kao Madona dei monti. Prema izvorima možemo pretpostaviti postojanje crkve već u 14.st. međutim, današnji oblik crkva Gospe Delmunta dobila je tijekom 18.st.

## Zaštita
Pod oznakom Z-4567 zavedena je kao nepokretno kulturno dobro - pojedinačno, pravna statusa zaštićena kulturnog dobra, klasificirano kao "sakralna graditeljska baština".